# Cynesige
Pour l'évêque de Lichfield, voir Cynesige (évêque de Lichfield).
Cynesige, Cynsige ou Kynsige est un prélat anglais mort le 22 décembre 1060. Il est archevêque d'York de 1051 à sa mort.

## Biographie
Cynesige est peut-être originaire du Rutland : il y possède le manoir de Tinwell vers la fin de sa vie. Le Liber Eliensis affirme qu'il est né par césarienne, mais il s'agit probablement d'un ajout apocryphe à sa biographie, visant à rehausser son aura : à l'époque, survivre à une naissance par césarienne est en effet considéré comme un miracle.
Avant de devenir archevêque d'York, Cynesige était clerc royal,. Cependant, les moines de l'abbaye de Peterborough affirment qu'il était l'un des leurs, et il est possible qu'il ait été à la fois clerc et moine. Élu en 1051, après la mort de l'archevêque Ælfric Puttoc, il attend 1055 pour se rendre à Rome et y recevoir le pallium des mains du pape Victor II.
Durant son archiépiscopat, Cynesige sacre les évêques de Glasgow Magsuen et Johannes Scotus, probablement après 1055. Le Livre de Llandaff (en) rapporte qu'il a également sacré l'évêque de Llandaff Herewald lors d'un concile à Londres en 1056, mais il s'agit d'une source parfois indigne de confiance. Par ailleurs, Cynesige agrandit et embellit plusieurs églises de son archidiocèse, au premier rang desquelles la cathédrale d'York. Il fait construire une tour à Beverley et offre de nombreux cadeaux à son église, dont des livres.
En 1059, Cynesige fait partie, avec le comte de Northumbrie Tostig et l'évêque de Durham Æthelwine, de l'escorte qui accompagne le roi d'Écosse Malcolm III durant son voyage jusqu'à la cour d'Édouard le Confesseur à Gloucester. Malcolm cherche probablement à remercier Édouard qui l'a aidé à se rétablir sur le trône d'Écosse, mais il souhaite peut-être également reconnaître la suzeraineté du roi d'Angleterre,. Aux alentours du 3 mai 1060, Cynesige procède à la dédicace de l'abbaye de Waltham, à la demande du comte de Wessex Harold Godwinson et en présence du roi Édouard. Selon la chronique de l'abbaye, c'est parce que le siège de Cantorbéry est vacant que Harold fait appel à Cynesige pour la dédicace. En réalité, ce siège est occupé par Stigand, mais la papauté ne considère pas son élection comme valable, et Harold mettait peut-être en doute sa légitimité.
Cynesige meurt le 22 décembre 1060. Il est inhumé à Peterborough, dans l'actuelle cathédrale. Ses ossements y ont été retrouvés en 1643, aux côtés de ceux de son prédécesseur Ælfric Puttoc. Après sa mort, les moines de Peterborough révèrent Cynesige comme un saint, louant le temps qu'il a passé à prêcher et à donner l'aumône, le plus souvent à pied, mais son culte ne semble guère s'être répandu. Les dons qu'il fait à l'abbaye de Peterborough dans son testament sont captés par la reine Édith.